# Audition intérieure
Pour les articles homonymes, voir Audition.
L'audition intérieure est la capacité de se représenter mentalement et de façon juste les intervalles musicaux, c’est-à-dire l'écart de hauteur séparant des notes successives (mélodie), ou simultanées (accords). La notion de rythme fait implicitement partie de l'audition intérieure.
Elle ne peut exister sans une oreille relative. En effet, cette représentation mentale est due à la mémorisation des intervalles identifiés à l'audition par le musicien. L'oreille absolue n'est pas prérequise. Elle est néanmoins une aide, car le musicien "entend" alors chaque hauteur avec exactitude, et différencie de façon absolue les transpositions.
Cette capacité est très sollicitée en écriture musicale, qu'elle soit classique ou non, en composition, en lecture à vue,. Elle est également très utile aux interprètes, afin d'anticiper mentalement les mesures à venir, lors du jeu.